# Marnes
Marnes es una partida que pertenece al municipio de Llíber, al sur de la comarca de la Marina Alta, en la provincia de Alicante, España.

## Situación geográfica
Esta partida está situada a unos 500 metros sobre el nivel de la mar, al S.O. del término municipal. Dista 6 kilómetros de la población de Llíber. Actualmente cuenta con unas 30 casas aisladas. Predominan los cultivos de secano, principalmente el almendro. La forma de cultivo es la habitual en las tierras montañosas de La Marina: las clásicas terrazas abancaladas separadas por márgenes de piedra seca. Las propiedades son de pequeña extensión y escasa rentabilidad.